# Abutilon pilosicalyx
Abutilon pilosicalyx är en malvaväxtart som beskrevs av Bernard Verdcourt. Abutilon pilosicalyx ingår i släktet klockmalvor, och familjen malvaväxter. Inga underarter finns listade i Catalogue of Life.